# Bataille de Salsu
Guerres Koguryo-Sui
La bataille de Salsu (en coréen Hangeul : 살수대첩 Hanja: 薩水之戰 Romanisation révisée : Salsu Daecheop McCune-Reischauer : Salsu Taech'ŏp) est un affrontement entre les troupes de la dynastie chinoise des Sui et celle du royaume coréen de Koguryo, qui s'est déroulée en l'an 612. Elle se déroule pendant la seconde campagne de la guerre qui oppose ces deux pays et se conclut par une victoire décisive du royaume coréen, lorsque sa cavalerie poursuit, attaque et bat l'armée chinoise près de la rivière Salsu.

## Déroulement
En 612, l'Empereur Suí Yángdì envahit le royaume de Koguryo avec une armée forte de près d'un million d'hommes,,. Cependant, le petit royaume résiste vaillamment et l'empereur n'arrive pas à briser les lignes de défense coréennes à Liaoyang / Yoyang, Yangdi décide de diviser son armée et d'envoyer 305 000 hommes attaquer directement Pyongyang, la capitale du royaume.
Le général coréen Eulji Mundeok organise les défenses des forteresses qui jalonnent le parcours jusqu’à la capitale et réussit à retarder pendant plusieurs mois l'avancée de l'armée et de la flotte Sui, tout en décimant les troupes chinoises tandis qu'il se replie vers l'intérieur des terres. Il décide de tendre une embuscade à ses ennemis sur les bords de la rivière Salsu, ce qui correspond actuellement à la rivière Chongchon. Lorsque l’armée chinoise atteint la rivière, le niveau de l'eau est bas, car le général Mundeok a fait construire un barrage en amont. Dans un premier temps, il ne fait rien et laisse traverser ses ennemis et ce n'est que lorsque les soldats chinois arrivent au milieu de la rivière, qu'il fait ouvrir le barrage, noyant ainsi des milliers de soldats. La cavalerie coréenne charge alors les troupes restantes, infligeant d'énormes dommages à l'armée sui.
Les débris de l'armée Sui se lancent dans une retraite à marche forcée vers la péninsule du Liaodong, afin d'éviter d’être capturés ou tués par les Coréens. Pendant cette fuite, de nombreux soldats meurent de faim ou de maladies, car toutes les provisions ont été perdues dans la débâcle. Finalement, il ne reste plus que 2 700 survivants sur les 305 000 soldats du départ,,,,, faisant de cette bataille l'une des plus meurtrières de l'histoire.
Cette victoire lors de la bataille de Salsu permet au Koguryo de remporter la guerre, tandis que la dynastie Sui, affaiblie par les énormes pertes en hommes et en ressources de ses campagnes coréennes, amorce un déclin rapide qui conduira au déclenchement d'une guerre civile et à son remplacement par la dynastie Tang, six ans plus tard.